# 塞爾希伊夫卡 (茲維亞海爾區)
50°53′20″N 27°33′47″E / 50.88889°N 27.56306°E
塞爾希伊夫卡（烏克蘭語：Сергіївка），是烏克蘭北部日托米爾州茲維亞赫爾區叶米利奇内市镇的村落。面積1.87平方公里，海拔高度201米，2001年人口302，人口密度每平方公里161.93人。